# 紀元前226年
紀元前226年（きげんぜん226ねん）は、ローマ暦の年である。
当時は、「マルクス・ウァレリウス・マクシムス・メッサラとルキウス・アプスティウス・フッロが共和政ローマ執政官に就任した年」として知られていた（もしくは、それほど使われてはいないが、ローマ建国紀元528年）。紀年法として西暦（キリスト紀元）がヨーロッパで広く普及した中世時代初期以降、この年は紀元前226年と表記されるのが一般的となった。

## 他の紀年法
- 干支 : 乙亥
- 日本
  - 皇紀435年
  - 孝霊天皇65年
- 中国
  - 秦 - 始皇21年
  - 楚 - 楚王負芻2年
  - 斉 - 斉王建39年
  - 燕 - 燕王喜29年
  - 趙 - 代王嘉2年
  - 魏 - 魏王假2年
- 朝鮮 :
- ベトナム :
- 仏滅紀元 : 321年
- ユダヤ暦 :

## できごと

### ギリシア
- 地震によって、ロードス島の巨像とともにカメイロスの街が破壊された。
- スパルタ王クレオメネス3世はマンディニアを占領し、エーリス北東のHecatombaeumでアラトゥスの率いるアカイア同盟軍を破った。

### 共和政ローマ
- アルプス山脈を越えたガリア人がローマを脅かした。
- カルタゴに脅かされたギリシア人商人がマルセイユでローマ向けに銀山の採掘等を行い、成功した。ローマはエブロ川南部の独立した港町サグントと協定を結んだ。
- ローマはハスドルバルに使節を送り、エブロ川北部で戦争を起こさない代わりに、マルセイユの街を含む南部を自由にさせるという条約を結んだ。

### セレウコス朝
- セレウコス朝の王セレウコス2世の弟であるアンティオコス・ヒエラクスは囚われていたトラキアから何とか逃れ、山に逃げたが、ガラティア軍に殺害された。
- セレウコス2世は落馬により死亡し、長子のセレウコス3世が後を継いだ。

### 中国
- 10月、秦の王賁が燕の都の薊を陥落させた。燕王喜と燕太子丹は遼東に逃れたが、李信がこれを急追した。燕王喜は代王嘉の勧めに従って太子丹を殺害し、秦王政に献上しようとした。しかし秦王はさらに兵を進めて燕王を攻撃した。
- 王賁が楚を攻撃し、十数城を奪った。秦王政が李信に楚を攻めるための兵数を訊ねると、李信は「20万で充分です」と答え、秦王が王翦に訊ねると、王翦は「60万はないといけません」と答えた。秦王は王翦が老いたものと思い、李信と蒙武に20万人を与えて楚を攻めさせた。王翦は病を理由に頻陽に帰った。
- 韓の旧都の新鄭で秦に対する反乱が起こった。
- 昌平君が郢に移された。

## 死去
- セレウコス2世 - セレウコス朝の王
- アンティオコス・ヒエラクス - セレウコス2世の弟（紀元前263年生）